# 11. zračnoobrambna artilerijska brigada (ZDA)
11. zračnoobrambna artilerijska brigada (angleško 11th Air Defense Artillery Brigade) je bila zračnoobrambna artilerijska brigada Kopenske vojske Združenih držav Amerike.